# Super Mario Kart
Супер Марио Карт је прва видео игра из Марио Карт серијала, објављена 1992. године за Супер Нинтендо играчку конзолу. Играчи учествују у картинг тркама као један од осам ликова из серијала Super Mario Bros. Графички је игра била веома напредна за то време захваљујући коришћењу Мода 7 са мапирање текстура. Музику за игру компоновали су Сојо Ока и Таро Бандо и садржи неке делове и варијације на музичка дела Кођи Конда, иако он није директно учествовао у пројекту. 

## Изглед и правила игре
Супер Марио карт је игра коју могу играти један или два играча. У сваком моду екран је подељен на два дела. У сингл-моду, на горњем делу екрана приказана је стаза, док је у дну екрана приказан поглед у ретровизору или поглед из перспективе на читаву стазу на којем се виде тренутне позиције свих играча. У мултиплејеру, на доњем делу екрана приказан је поглед другог играча на стазу. 
Први сингл плејер мод је Мариокарт ГП, у којем се један играч такмичи против седам противника којима управља рачунар. Играчима су на располагању картинзи различите снаге мотора у распону од 50 до 150 кубика (картинг снаге 150 кубика постаје доступан тек када се у свим такмичењима у класи од 100 кубика освоји злато). Снажнији мотори значе и бржа возила што доприноси повећању тежине игре. Играчи се могу такмичити у четири купа: Печуркастом, Цветном, Звезданом и Специјалном (само за возила снаге од 100 до 150 кубика). Такмичење у купу састоји се од пет трка. Такмичар у свакој трци мора освојити најмање 4 место како би остао у такмичењу. Играчи који заузму од 5 до 8 места испадају из такмичења. Други такмичарски мод је временски тест у којем играчи возе једну стазу у покушају да остваре што боље време и извезу најбржи круг. 
У мултиплејеру постоје три мода. Први је „Мариокарт ГП“ који је истикао и сингл плејер верзији, али са још једним играчем кога не контролише АИ. Како би прошао у наставак такмичења, потребно је да се само један од играча пласира међу првих четири. Други мод је тзв. „Меч трка“ у којем се такмиче два играча међусобно. Последњи мод под именом „Борбени мод“ је једини у којем се играчи не тркају. Играчи бирају између четири нивоа специјално намењена за Борбени мод, а затим покушавају да избуше три балона који окружују њиховог противника користећи Копа гранате или коре од банане. Играч који сачува највише балона побеђује. 
Током Мариокарт ГП и Меч трке играчи могу скупљати новчиће који утичу на повећање брзине и убрзања. У свим модовима Лакиту спасава возаче који су изгурани или излете са стазе, по цени од два новчића. Ова опција не постоји у борбеном моду и временском тесту. 

## Ликови у игри
- Марио: средњи
- Луиђи: средњи
- Принцеза Пич: лаки
- Тоуд: лаки
- Јоши: лаки
- Донки Конг џр.: тежи
- Купа Трупа: лаки
- Краљ Баузер: тежи

Осам расположивих возача могу се класификовати у четири групе у зависности од брзине, управљивости, снаге и убрзања. Када се сударе два картинга различите тежине, тежи картинзи ће теже бити изгурани са стазе и изгубиће мање на брзини за разлику од лаких картинга, али лаки картинзи имају боље карактеристике изван пута. У којој мери ће судар утицати на картинг зависи и од угла удара, али ће сви играчи изгубити на брзини уколико због неблаговременог скока ударе у зид или у играча испред себе. Такође, уколико се два играча сударе под углом који не доводи до губитка брзине, лакши ликови ће барем привремено задржати брзину и након излетања са пута. Два најтежа лика, Баузер и Донки Конг џр. имају најмање убрзање, али веће максималне брзине од лаких ликова као што су Јоуши и принцеза Пич.

## Успех игре
Након објављивања у Северној Америци, продаја игре је била веома добра због чега је игра, уврштена у Играчки избор што значи да је продата у преко милион примерака. 2001. године играчки часопис Гејм Информер рангирао је Супер Марио карт на 35 месту листе „100 најбољих игара свих времена“. Супер Марио карт налази се на 15 месту ИГН топ-листе 100 најбољих игара.